# کارین هانها
کارین هانها (به پرتغالی: Carinhanha) یک منطقهٔ مسکونی در برزیل است که در باهیا واقع شده است. کارین هانها ۲٬۵۲۹٫۴۵ کیلومتر مربع مساحت و ۲۹٬۰۷۰ نفر جمعیت دارد و ۴۴۰ متر بالاتر از سطح دریا واقع شده است.